# Теймураз Шарашенідзе
Теймура́з Шарашені́дзе — грузинський дипломат. Надзвичайний і Повноважний Посол Грузії в Україні (2019-2021). Постійний представник Грузії при Організації за демократію та економічний розвиток ГУАМ.

## Життєпис
На дипломатичній службі з 1996 року. Працював першим секретарем в посольстві Грузії в Туреччині, потім консулом в Стамбулі.
Дослідник дипломатичного навчального та дослідницького інституту імені Левана Микеладзе МЗС Грузії. Мав дипломатичний ранг надзвичайного і повноважного посла.
З 30 березня 1998 по 1 серпня 2004 рр. — Генеральний консул Грузії в Стамбулі.
У 2004—2008 рр. — Надзвичайний і Повноважний Посол Грузії в Болгарії.
У 2008—2009 рр. — посол з особливо важливих доручень Міністерства закордонних справ Грузії.
З 1 жовтня 2009 по 1 січня 2011 рр. — Генеральний консул Грузії в Стамбулі.
У 2011—2018 рр. — Надзвичайний і Повноважний Посол Грузії в Азербайджані.
З 2019 року — Надзвичайний і Повноважний Посол Грузії в Україні.
18 вересня 2019 року вручив копії вірчих грамот заступнику міністра закордонних справ України Василю Боднару.
7 листопада 2019 року вручив вірчі грамоти Президенту України Володимиру Зеленському.